# Теодор Атеїст
Феодор Атеїст, або Феодор із Кирени (Феодор Киренський) (дав.-гр. Θεόδωρος бл. 340 — 250 рр. до н. е.) — давньогрецький філософ киренської школи, представник античних скептиків і ледь не перший філософ, який відкрито заперечував існування богів. 

## З біографії
Датування життя філософа спирається на «Хроніки» Євсевія Кесарійського, де його діяльність відноситься до 4-го року 117-й Олімпіади, тобто 309 р. до н. е. Решта доксографічних відомостей про Феодора мають низьку достовірність . Вважається, що народився філософ у м. Кирена, звідки був змушений виїхати до Афін, де і приєднався до киренаїків. Діоген Лаертський та словник "Суда" повідомляють, що Феодор також навчався у стоїка Зенона Кітіонського, софіста Брісона Гераклейського та в діалектика Деонісія Халкедонського, а також у скептика Піррона (Diog. Laert. II 98). Проте сучасні історики вважають достовірним лише його навчання у Піррона, на що вказує наявність деяких схожих ідей у філософів . Вчення киренаїків Феодор вивчав або у Аристиппа-молодшого, як вважав Діоген Лаерсьткий, або у Аннекеріда, на що вказує сам Діоген, посилаючись на думку Антисфена в «Спадкоємностях філософів» (Diog. Laert. II, 98).
Діоген Лаертський вказує, що Теодор був змушений виїхати з Афін після того, як постав перед ареопагом за «безчестя» (ἀσέβεια), але не повідомляє подробиць. Амфікрат в книзі «Про знаменитих людей» пише, що Феодора засудили до отруєння цикутою, але це свідчення вважається недостовірним, а Діоген вказує, що Деметрій Фалерський допоміг йому уникнути суду (Diog. Laert. II, 101—102) . Можливо, версія про цикуту бере початок а «Антології» Стобея, який пише про сміливу відповідь філософа на загрозу страти за зухвалі промови: «Воістину возвеличишся ти, царе, зрівнявшись силою з цикутою» .
Перед смертю філософ повернувся в рідне місто Кирену, де користувався заступництвом царя Магаса.
За Діогеном Лаертським, Теодор заснував цілий напрям у філософії, але в історії залишилося ім'я лише одного учня філософа, Біона Борисфеніта . Однак той не був переконаним киренаїком, еклектично поєднуючи також елементи навчань кініків та софістів, зокрема й щодо способу життя.